# Ольховка (притока Сіви)
Ольхо́вка (рос. Ольховка) — річка у Пермському краї (Частинський район), Росія, права притока Сіви.
Річка починається на північний захід від урочища Крилово. Течія спрямована на південний захід, потім на південний схід і в нижній течії знову на південний захід. Впадає до Сіви на території села Сапоги.
У верхній течії пересихає, русло нешироке. Береги заліснені. Приймає декілька дрібних приток. В середній течії збудовано міст.
Над річкою розташоване село Сапоги (в гирлі).